# NISSANラジオパラダイス
NISSANラジオパラダイスは1975年10月から2006年3月までニッポン放送で土曜日のお昼に放送されたラジオ放送枠。日産自動車一社提供枠。

## 概要
この枠は当初土曜日午後の生ワイド番組内のフロート番組扱いで「ニッサンラジオプラザ」として開始され、その後1980年代に入ってからは単独番組扱いのワイド番組としてリニューアルを行った。1990年度から「NISSANラジオパラダイス」にタイトルを改め、音楽のランキング番組路線を中心としていたが、1992年度から1996年度上半期放送の「タモリの週刊ダイナマイク」だけはバラエティー番組路線であった。

このころ、大阪地区のNRN加盟局の一つ・MBSラジオ（当時は毎日放送のラジオ部門）が、「日産ラジオスペシャル」（当初15:00-18:00→のちに13:00-15:00）をスポンサーの日産自動車および関西圏日産ディーラー各社のスポンサーによる事実上の企画ネット番組として放送していた。

## 放送された番組
- 1975年10月 - 1977年10月 - ハッピーサタデー ニッサンラジオプラザ（関口宏・白石冬美）[1]
- 1977年10月8日 - 1979年7月7日 - 〜商売繁盛土曜リクエスト〜タコ社長のマンモス歌謡ワイド[2]
- 1979年7月21日 - 1981年4月25日 - 高島秀武のマンモス歌謡ワイド
- 1981年5月2日  - 1982年9月25日 - 斉藤安弘の全国歌謡ヒット速報
- 1982年10月2日 - 1988年8月6日  - 湯浅明の全国歌謡ヒット速報（初期はオリコン全国歌謡ヒット速報）[3][4]
- 1988年8月13日 - 1990年3月 - はた金のオリコン・ザ・ビッグヒット
- 1990年4月 - 1992年3月 - 三宅裕司のどよーん!
- 1992年4月 - 1996年9月 - タモリの週刊ダイナマイク[5][6][7][8]
- 1996年10月 - 1998年9月 - あとちゃん・山瀬の歌のギャップ10
- 1998年10月 - 2006年3月 - 赤坂泰彦のサタデーリクエストバトル[9]